# 哈特號驅逐艦 (DD-110)
哈特號驅逐艦（舷號DD-110）是一艘美國海軍建造的驅逐艦，為維克斯級驅逐艦的37號艦。她是美軍第一艘以哈特為名的軍艦，以紀念美國內戰時期的海軍軍官以西結·哈特（Ezekiel Bishop Hart）及約翰·E·哈特（John E. Hart）。
哈特號在1918年於聯合鋼鐵廠開始建造，在同年下水，於1919年服役，其時第一次世界大戰已經結束。接著哈特號留在太平洋執勤，並在1920年改裝為佈雷艇。改裝後哈特號被派往遠東亞洲艦隊，主要在菲律賓及中國執勤。1931年哈特號退役除籍，按倫敦海軍條約於1932年出售拆解。